# يوم الكوم
يوم الكوم : هو يوم من ايام العرب في الجاهلية كان لـ باهلة على بالحارث ومراد وخثعم
ويقول جزء بن رياح الباهلي:
يـسوقهم أبو طلب، إلينا…………..…وما يـدري وربـك مـا يسوق
يريد: أنهم يسوقهم، فلا يدري: علام يهجم، وما يصير إليه أمرهم. و"أبو طلق": صاحب جيش بلحارث في يوم الكوم
فلاقى ما أراد،أبو حصين …………لدى الجرعاء يفشغه الشـهيق
يجرر ثربه، قد فـض فيها…………………كأن بيـاضه سب صفيق
ابو الحصين شُق بطنهُ من قبل باهلة، فخرج ثربه، "ففض" في التراب أي: حمل الفضض. و"السب": الخمار.